# Vänskapsförbundet Sverige-Nicaragua
Vänskapsförbundet Sverige-Nicaragua, VFSN, är en biståndsorienterad och obunden organisation i Sverige som bildades 1979. Det övergripande målet med VFSN:s arbete är fattigdomsreducering genom hjälp till självhjälp. 
VfSN består av lokala avdelningar och grupper i Sverige samt en nationell styrelse. Lokalt anordnas aktiviteter för att informera om Nicaragua samt insamlingar för att finansiera projekten i Nicaragua. Exempel på aktiviteter som genomförs är filmfestivaler, marknader och föreläsningar. Föreningens verksamhet får stöd genom det svenska biståndsorganet Sida och föreningen är medlem i Forum Syd.
VFSN:s stödjer organisationer med verksamheter i nordvästra Nicaragua, i närheten av Pueblo Nuevo, Estelí och León. Dessa organisationer bedriver i sin tur verksamhet i olika byar inom sina områden.
Arbetet sker på två plan. Dels genom utbildning för och utveckling av de nicaraguanska organisationer som VfSN samarbetar med, dels genom finansiering och praktiskt stöd vid genomförandet av organisationernas projekt.
Projekten ute i byarna består av både teori och praktik. Den teoretiska delen består av utbildningar i bland annat genus- och klimatfrågor och nicaraguanska lagar.
Exempel på den praktiska delen är odlingsprojekt, mikrokrediter, djurhållning och effektiv bevattning. För att projekten ska bli bärkraftiga innehåller de även viss utbildning i bland annat bokföring och produktförädling.
I Sverige arbetar VfSN med informationsspridning och opinionsbildning. Fyra gånger per år ger VfSN ut ett nyhetsbrev som främst fokuserar på projekten i Nicaragua och verksamheten i Sverige. VfSN har även en hemsida och en Facebook-sida.